# Uzein
Uzein é uma comuna francesa na região administrativa da Nova Aquitânia, no departamento dos Pirenéus Atlânticos. Estende-se por uma área de 16,07 km². Em 2010 a comuna tinha 1 253 habitantes (densidade: 78 hab./km²).